# Prokarbazin
Prokarbazin je zdravilo z delovanjem na novotvorbe; uporablja se zlasti pri Hodgkinovem limfomu in določenih vrstah raka osrednjega živčevja (npr. multiformni glioblastom). Spada med alkilirajoče citostatike. FDA je zdravilu podelila dovoljenje za promet julija 1969. Učinkovina se presnavlja in aktivira v jetrih. Inhibira encim monoamin-oksidazo in zato povečuje učinek simpatomimetikov, tiramina in tricikličnih antidepresivov. 

## Farmakologija
Mehanizem delovanja ni povsem razjasnjen. Po presnovi nastaneta azo-prokarbazin in vodikov peroksid, ki povzročita prekinitve verige DNK.

## Indikacije
Pri zdravljenju Hodgkinovega limfoma se navadno daje v kombinaciji z mekloretaminom, vinkristinom in prednizonom. Pri možganskih tumorjih se kombinira z lomustinom in vinkristinom.

## Neželeni učinki
Pogost neželeni učinek je zmanjšano število belih krvničk (levkopenija) in krvnih ploščic (trombopenija), kar je posledica zaviranja delovanja kostnega mozga. Pojavljajo se tudi slabost, bruhanje, neplodnost in motnje občutljivosti na dražljaje.
Pri sočasnem pitju alkohola se lahko pojavijo znaki, podobni disulfiramski reakciji. Prokarbazin inhibira tudi jetrni CYP450-mikrosomalni sistem, kar poveča učinek barbituratov, fenotiazinov in uspaval, ki se normalno presnavljajo s tem encimskim sistemom. Je tudi zelo rakotvorna snov – bolniki so izpostavljeni 5–10-odstotnemu tveganju za pojav akutne levkemije, zlasti če so hkrati obsevani. Zaradi zaviranja monoamin-oksidaze se ne sme dajati skupaj z večino antidepresivov ter nekaterimi zdravili proti migreni.

## Odmerjanje
Odrasli: 2-4 mg/kg/dan, bodisi v enkratnem odmerku ali deljeno; po sedmih dneh se odmerek poveča na 4-6 mg/kg/dan – s terapijo nadaljujemo do nastopa želenega učinka ali do pojava mielosupresije (zaviranja delovanja kostnega mozga).Pri jetrni ali ledvični okvari je potrebna prilagoditev odmerka.  